# Федотов, Василий Николаевич (старшина)
Василий Николаевич Федотов (1924—2000) — старшина Советской Армии, участник Великой Отечественной войны, Герой Советского Союза (1945).

## Биография
Василий Федотов родился 14 января 1924 года в селе Рамено (ныне — Сызранский район Самарской области). После окончания семи классов школы и курсов водителей проживал и работал в Сызрани. В сентябре 1942 года Федотов был призван на службу в Рабоче-крестьянскую Красную Армию. С 1943 года — на фронтах Великой Отечественной войны.
К октябрю 1944 года старший сержант Василий Федотов был разведчиком разведвзвода 249-го стрелкового полка 16-й стрелковой дивизии 2-й гвардейской армии 1-го Прибалтийского фронта. Отличился во время боёв на территории Литовской ССР. 12 октября 1944 года Федотов в бою под Пагегяем заменил собой погибшего командира роты и поднял её в атаку, оттеснив противника. 14 октября 1944 года вместе с двумя товарищами Федотов первым вышел на шоссейную дорогу между Клайпедой и Тильзитом и перерезал её, сам получил ранение, но продолжал сражаться.
Указом Президиума Верховного Совета СССР от 24 марта 1945 года за «образцовое выполнение заданий командования и проявленные мужество и героизм в боях с немецкими захватчиками» старший сержант Василий Федотов был удостоен высокого звания Героя Советского Союза с вручением ордена Ленина и медали «Золотая Звезда» за номером 7309.
В 1946 году в звании старшины Федотов был демобилизован. Проживал и работал сначала в Литовской ССР, затем в Самаре.
Умер 29 октября 2000 года, похоронен на Городском кладбище Самары.
Был также награждён орденами Красного Знамени, Отечественной войны 1-й и 2-й степеней, Славы 3-й степени, рядом медалей.
Мемориальная доска в память о Федотове установлена Российским военно-историческим обществом на здании школа села Рамено, где он учился.